# Saint-Jores
Saint-Jores és un municipi francès situat al departament de la Manche i a la regió de Normandia. L'any 2007 tenia 367 habitants.

## Demografia

### Població
El 2007 la població de fet de Saint-Jores era de 367 persones. Hi havia 148 famílies de les quals 44 eren unipersonals (16 homes vivint sols i 28 dones vivint soles), 40 parelles sense fills, 52 parelles amb fills i 12 famílies monoparentals amb fills.
La població ha evolucionat segons el següent gràfic:
Habitants censats

### Habitatges
El 2007 hi havia 190 habitatges, 153 eren l'habitatge principal de la família, 24 eren segones residències i 13 estaven desocupats. Tots els 189 habitatges eren cases. Dels 153 habitatges principals, 122 estaven ocupats pels seus propietaris, 28 estaven llogats i ocupats pels llogaters i 3 estaven cedits a títol gratuït; 9 tenien dues cambres, 18 en tenien tres, 51 en tenien quatre i 75 en tenien cinc o més. 133 habitatges disposaven pel capbaix d'una plaça de pàrquing. A 68 habitatges hi havia un automòbil i a 70 n'hi havia dos o més.

### Piràmide de població
La piràmide de població per edats i sexe el 2009 era:
| Homes | Edats   | Dones |
| ----- | ------- | ----- |
| 0     | 95 o +  | 0     |
| 0     | 90 a 94 | 4     |
| 4     | 85 a 89 | 8     |
| 4     | 80 a 84 | 0     |
| 0     | 75 a 79 | 12    |
| 20    | 70 a 74 | 8     |
| 16    | 65 a 69 | 28    |
| 24    | 60 a 64 | 8     |
| 12    | 55 a 59 | 8     |
| 12    | 50 a 54 | 12    |
| 32    | 45 a 49 | 20    |
| 4     | 40 a 44 | 12    |
| 16    | 35 a 39 | 8     |
| 16    | 30 a 34 | 28    |
| 8     | 25 a 29 | 12    |
| 12    | 20 a 24 | 4     |
| 28    | 15 a 19 | 4     |
| 16    | 10 a 14 | 4     |
| 12    | 5 a 9   | 12    |
| 4     | 0 a 4   | 16    |

## Economia
El 2007 la població en edat de treballar era de 219 persones, 171 eren actives i 48 eren inactives. De les 171 persones actives 155 estaven ocupades (88 homes i 67 dones) i 16 estaven aturades (9 homes i 7 dones). De les 48 persones inactives 20 estaven jubilades, 15 estaven estudiant i 13 estaven classificades com a «altres inactius».

### Ingressos
El 2009 a Saint-Jores hi havia 148 unitats fiscals que integraven 365 persones, la mediana anual d'ingressos fiscals per persona era de 15.137 €.

### Activitats econòmiques
Dels 11 establiments que hi havia el 2007, 1 era d'una empresa extractiva, 1 d'una empresa de fabricació d'altres productes industrials, 3 d'empreses de construcció, 3 d'empreses de comerç i reparació d'automòbils, 1 d'una empresa de serveis i 2 d'entitats de l'administració pública.
Dels 4 establiments de servei als particulars que hi havia el 2009, 1 era un taller de reparació d'automòbils i de material agrícola, 1 autoescola, 1 paleta i 1 lampisteria.
L'any 2000 a Saint-Jores hi havia 24 explotacions agrícoles que ocupaven un total de 715 hectàrees.

## Equipaments sanitaris i escolars
El 2009 hi havia una escola elemental integrada dins d'un grup escolar amb les comunes properes formant una escola dispersa.

## Poblacions més properes
El següent diagrama mostra les poblacions més properes.